# ماكس نيال
ماكس نيال 1875 - 1941 كان شاعر وروائي ألماني من بافاريا.
له العديد من الأعمال التي تحولت إلى أفلام سينمائية مثل:
1. القرية المذنبة das sündige Dorf
2. فلوريان المقدس der heilige Florian
3. قديسو القرية الثلاث die dreه Dorfheiligen

## روابط خارجية
- ماكس نيال على موقع IMDb (الإنجليزية)
- ماكس نيال على موقع قاعدة بيانات الأفلام السويدية (السويدية)
- ماكس نيال على موقع قاعدة بيانات الفيلم (الإنجليزية)